# ولوت آندرگراوند (فیلم)
ولوت آندرگراوند (انگلیسی: The Velvet Underground) یک فیلم مستند آمریکایی در سال ۲۰۲۱ به کارگردانی تاد هینز است. این مستند دربارهٔ گروه راک ولوت آندرگراوند است. فیلم برای اولین بار در جشنواره فیلم کن ۲۰۲۱ به نمایش درآمد.